# Roczewicze
Roczewicze (biał. Рочавічы, Roczawiczy; ros. Рочевичи, Roczewiczi) – agromiasteczko na Białorusi, w obwodzie mińskim, w rejonie stołpeckim, w sielsowiecie Litwa.
Znajduje tu się rzymskokatolicka parafia pw. Matki Bożej Częstochowskiej.

## Historia
W dwudziestoleciu międzywojennym leżały w Polsce, w województwie nowogródzkim, w powiecie wołożyńskim, w gminie Iwieniec. W 1921 miejscowość liczyła 144 mieszkańców, zamieszkałych w 22 budynkach, wyłącznie Polaków wyznania rzymskokatolickiego.
Po II wojnie światowej w granicach Związku Sowieckiego. Od 1991 w niepodległej Białorusi.